# رافائيل أديسون
رافائيل أديسون (بالإنجليزية: Rafael Addison)‏ مواليد 22 يوليو 1964 في جيرسي سيتي، هو لاعب كرة سلة أمريكي سابق بدأ مسيرته الاحترافية في سنة 1986 حيث تم اختياره من قبل فريق فينيكس صنز خلال الدرافت وحمل الرقم 12 و21 و7. يبلغ طوله 6 قدم 7 بوصة (2.0 م). اعتزل اللعب في 1997.

## فرق لعب لها
- فينيكس صنز
- بروكلين نتس
- ديترويت بيستونز
- شارلوت هورنتس

## إحصائيات المسيرة

### الموسم الاعتيادي
| السنة   | الفريق          | لعب | بدأ | دقيقة | ميداني% | ثلاثية | حرة  | ارتداد | صنع | استلاب | تصدي | نقطة |
| ------- | --------------- | --- | --- | ----- | ------- | ------ | ---- | ------ | --- | ------ | ---- | ---- |
| 1986–87 | فينيكس صنز      | 62  | 12  | 11.5  | .441    | .320   | .797 | 1.7    | .7  | .4     | .1   | 5.8  |
| 1991–92 | بروكلين نتس     | 76  | 8   | 15.5  | .433    | .286   | .737 | 2.2    | .9  | .4     | .4   | 5.8  |
| 1992–93 | نيوجيرسي        | 68  | 15  | 17.1  | .443    | .206   | .814 | 1.9    | .8  | .3     | .2   | 6.3  |
| 1994–95 | ديترويت بيستونز | 79  | 16  | 22.5  | .476    | .289   | .747 | 3.1    | 1.4 | .7     | .3   | 8.3  |
| 1995–96 | شارلوت هورنتس   | 53  | 0   | 9.7   | .467    | .000   | .773 | 1.3    | .6  | .2     | .2   | 3.2  |
| 1996–97 | شارلوت هورنتس   | 41  | 3   | 8.7   | .402    | .400   | .786 | 1.1    | .8  | .2     | .1   | 3.1  |
| المسيرة |                 | 379 | 54  | 15.0  | .449    | .282   | .772 | 2.1    | .9  | .4     | .2   | 5.8  |

### التصفيات
| السنة   | الفريق      | لعب | بدأ | دقيقة | ميداني% | ثلاثية | حرة   | ارتداد | صنع | استلاب | تصدي | نقطة |
| ------- | ----------- | --- | --- | ----- | ------- | ------ | ----- | ------ | --- | ------ | ---- | ---- |
| 1991–92 | بروكلين نتس | 1   | 0   | 9.0   | .286    | .500   | –     | .0     | 1.0 | .0     | .0   | 5.0  |
| 1992–93 | نيوجيرسي    | 5   | 0   | 10.6  | .333    | –      | 1.000 | 1.2    | 1.0 | .6     | .0   | 3.4  |
| المسيرة |             | 6   | 0   | 10.3  | .321    | .500   | 1.000 | 1.0    | 1.0 | .5     | .0   | 3.7  |

## روابط خارجية
- رافائيل أديسون على موقع إن بي أي (الإنجليزية)
- رافائيل أديسون على موقع سبورتس رفرنس (الإنجليزية)
- رافائيل أديسون على موقع كرة السلة الأوروبية.كوم (الإنجليزية)
- رافائيل أديسون على موقع كلية كرة السلة في سبورتس رفرنس.كوم (الإنجليزية)
- رافائيل أديسون على موقع ريلجم (الإنجليزية)
- رافائيل أديسون على موقع بروبوليرز (الإنجليزية)